# IC 405
IC 405 est une Nébuleuse en émission et en réflexion de la constellation du Cocher.
- Ascension droite : 5h 16m 15,4s
- Déclinaison : 34° 16′ 0″
- Taille : 30' × 20'
- Magnitude : 9

Objet étendu près d'un ensemble d'étoiles jeunes qui la sépare de IC 410, elle apparaîtra dans le même champ que IC 410.
Objet intéressant à photographier avec de nombreux détails.